# Bạch Vân An Cốc
Bạch Vân An Cốc (zh. 白雲安谷, ja. hakuun yasutani); 1885-1973 là một vị Thiền sư Nhật Bản, là Thiền sư đầu tiên giảng dạy ở Hoa Kỳ. Xuất gia năm 11 tuổi, Sư tu tập dưới sự hướng dẫn của nhiều Thiền sư khác nhau. Sau khi làm thầy giáo (trường phổ thông) 16 năm, Sư được Đại Vân Tổ Nhạc Nguyên Điền (ja. daiun sōgaku harada) nhận làm môn đệ và được ấn chứng (1943).
Sư đến Mĩ nhiều lần (1962-1969) và hướng dẫn nhiều thiền sinh Mĩ và các nước khác tu tập. Những bài luận về Bích nham lục, Vô môn quan và Thong dong lục của Sư rất được phổ biến. Phương pháp giảng dạy của Sư được truyền bá rộng rãi ở Tây phương qua quyển sách The Three Pillars of Zen của Philip Kapleau (Việt ngữ: Ba Trụ Thiền).